# Stiphropus lippulus
Stiphropus lippulus es una especie de araña del género Stiphropus, familia Thomisidae.

## Distribución
Se distribuye por Guinea-Bisáu.

## Taxonomía
Fue descrita por Simon en 1907.
Tratamiento taxonómico
La especie aparece registrada y publicada en Arachnides recueillis par L. Fea sur la côte occidentale d’Afrique. 1re partie. Annali del Museo Civico di Storia Naturale di Genova 43: 218–323.